# 沿江路 (广州)
沿江路位于中国广州市市区珠江北岸的临江道路。东起东湖路南端，西至六二三路，全长2946米，宽11～20米。全路分东、中、西三段，东湖路至东华南路为沿江东路；东华南路至海珠广场为沿江中路；往西为沿江西路。目前车辆通行方向除北京路至长堤大马路东端及长堤大马路西端至人民南路为双向通行，其于均为由西往东单向通行。

## 历史

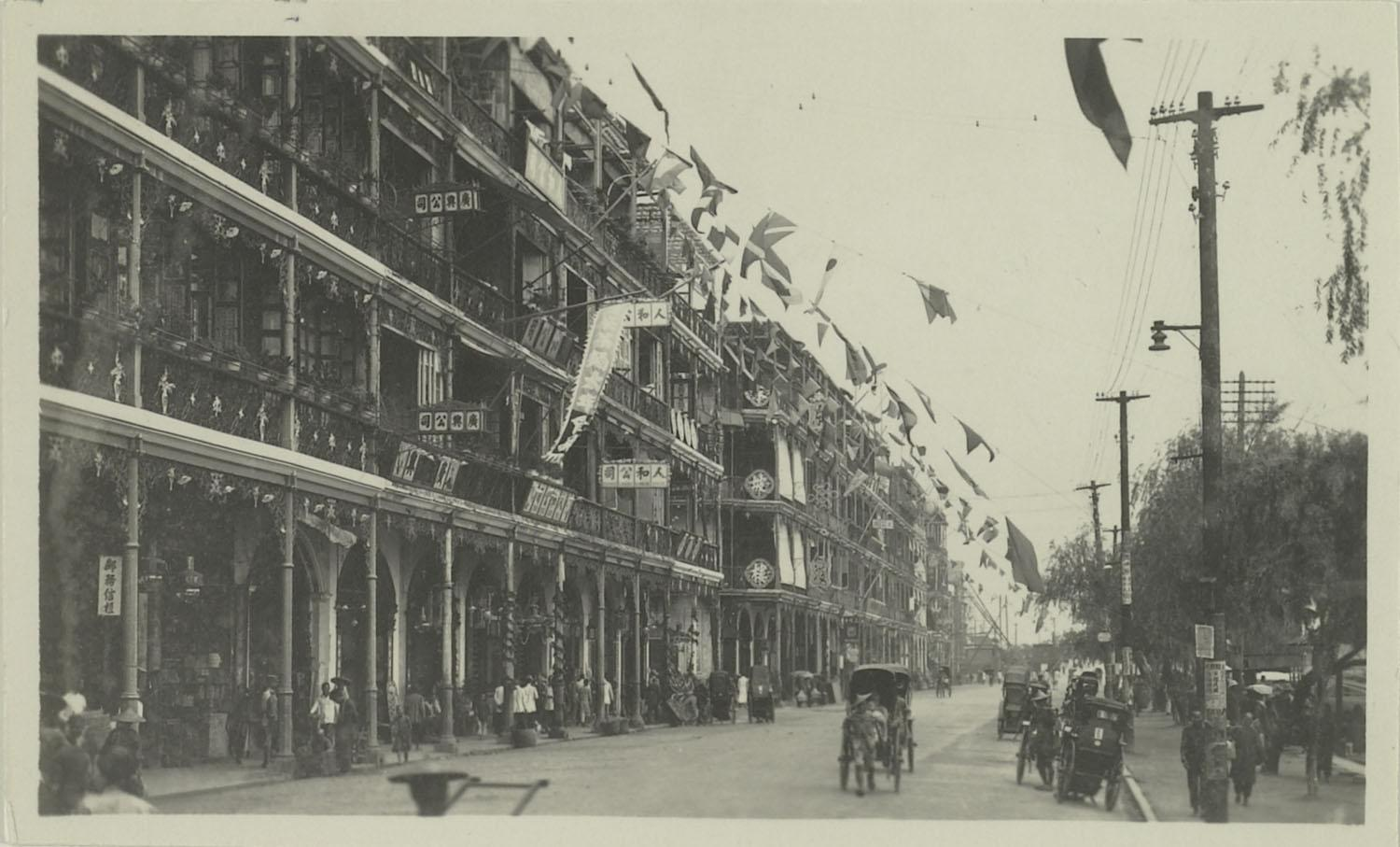
1920年代的東堤。

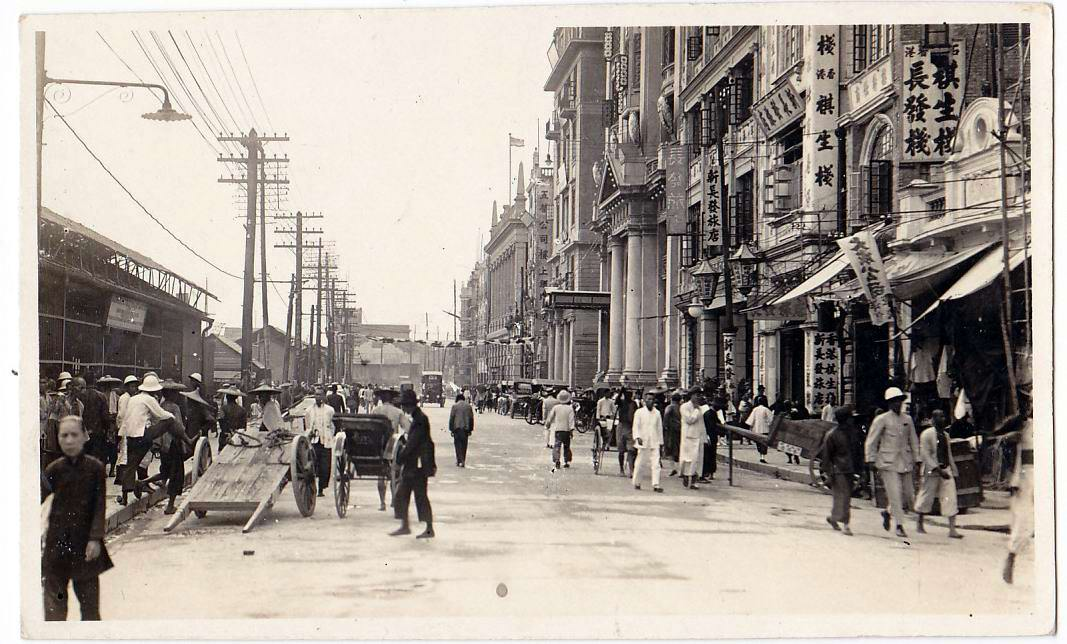
1930年代的西堤，右側現為南方大廈，往東的相鄰建築現為廣州郵政博覽館。

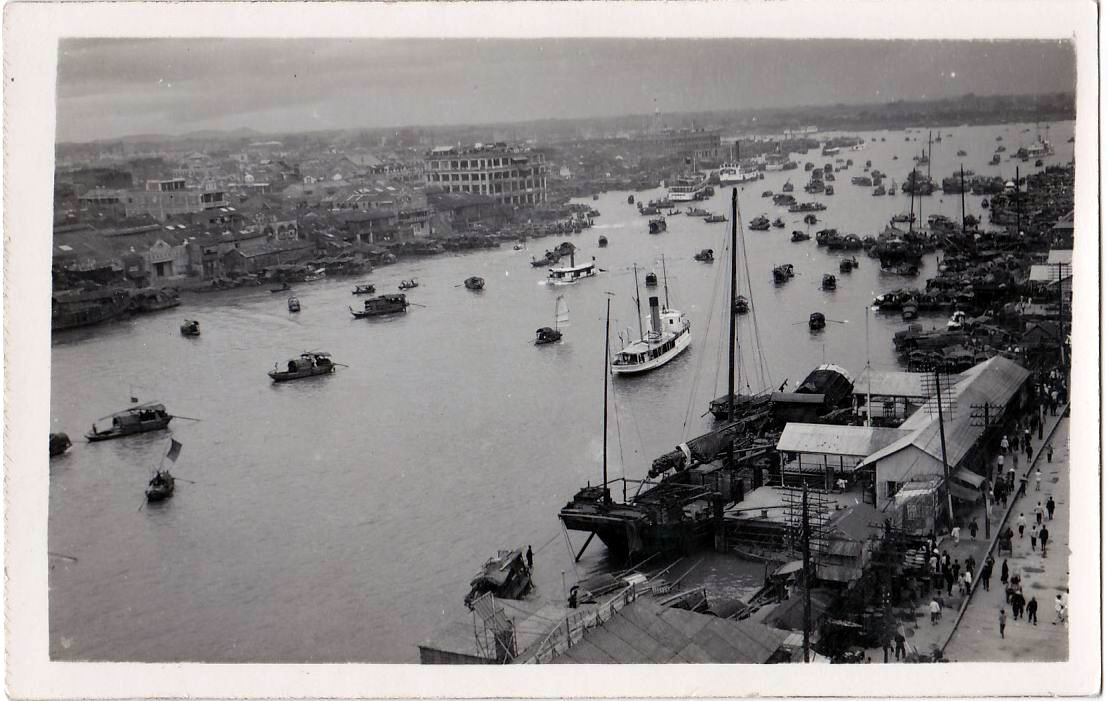
1930年代的西堤，北望南方向，位置是西堤碼頭，對岸是河南。

- 沿江东路原为珠江边的沙滩，1956年建成马路，称沿江东路，1967年改为沿江三路，1982年复名。
- 沿江中路东段因鸦片战争后在此曾驻过粤八旗兵水师营，原称八旗大马路，1951年改为东堤大马路；西段在1920年筑堤而成，取名南堤大马路；1967年沿江中路东、西两段改称沿江二路，1984年改今名。
- 沿江西路东段原为珠江北岸的浅滩，陳濟棠主粵時期，1931年到1932年間，在長堤大馬路之南又填築了東自龍王直街（原長堤電燈局處）、西至仁濟路口的一段彎曲河岸淺灘，炸毀了海珠礁石，並耗資75萬元，築成了1159米長、11～20米寬、瀝青路面的新堤大馬路（今沿江西路），起自永安堂（今市兒童圖書館）東端，止于愛群大廈西端。原為河岸的長堤大馬路成了內街。這一工程既清理了珠江河道的主要險段，又填辟出大片陸地以供修造馬路、街道，由此獲得鋪位面積約40萬平方米和一大片廣場。至此，天字碼頭起向西直到廣州海關成為修直的河岸馬路[1]，1981年改今名；沿江西路西段原称西堤马路，1940年代一度改称哲生一、二、三、四路（“哲生”為曾任廣州市市長孫科的字）。1967年改为沿江一路，1982年复名。

## 特色
沿江路被称为广州的外滩，从清末民初起，沿江路与长堤一带为广州最繁华的街道，老字号林立，但20世纪末期开始日渐衰落。其作为广州一河两岸的光亮工程之一，沿线建筑物外立面经过整饰改造，广告招牌、霓红灯众多，古树林立。
沿江东路较为冷清，大沙头一带有售卖电子产品的商铺；中路有酒吧、饭店等消遣场所，西路上有不少西方特色建筑。

## 与之交汇道路
- 顺序由东往西排列，粗体字为主干道
- 大通路
- 东湖路、海印大桥（跨越）
- 大沙头三马路
- 东华南路、白云路、东濠涌高架路、江湾大桥（跨越）

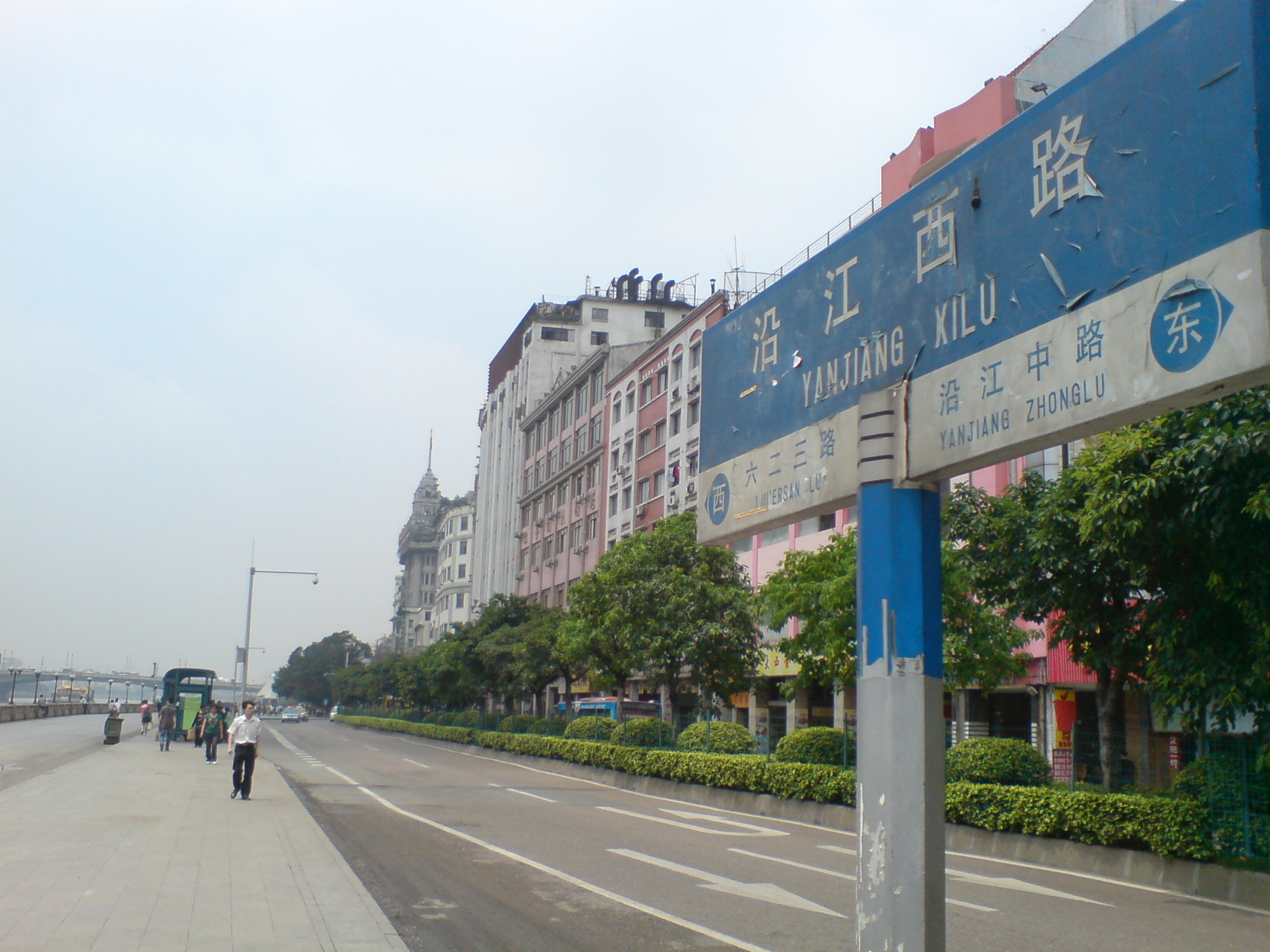
沿江西路路牌

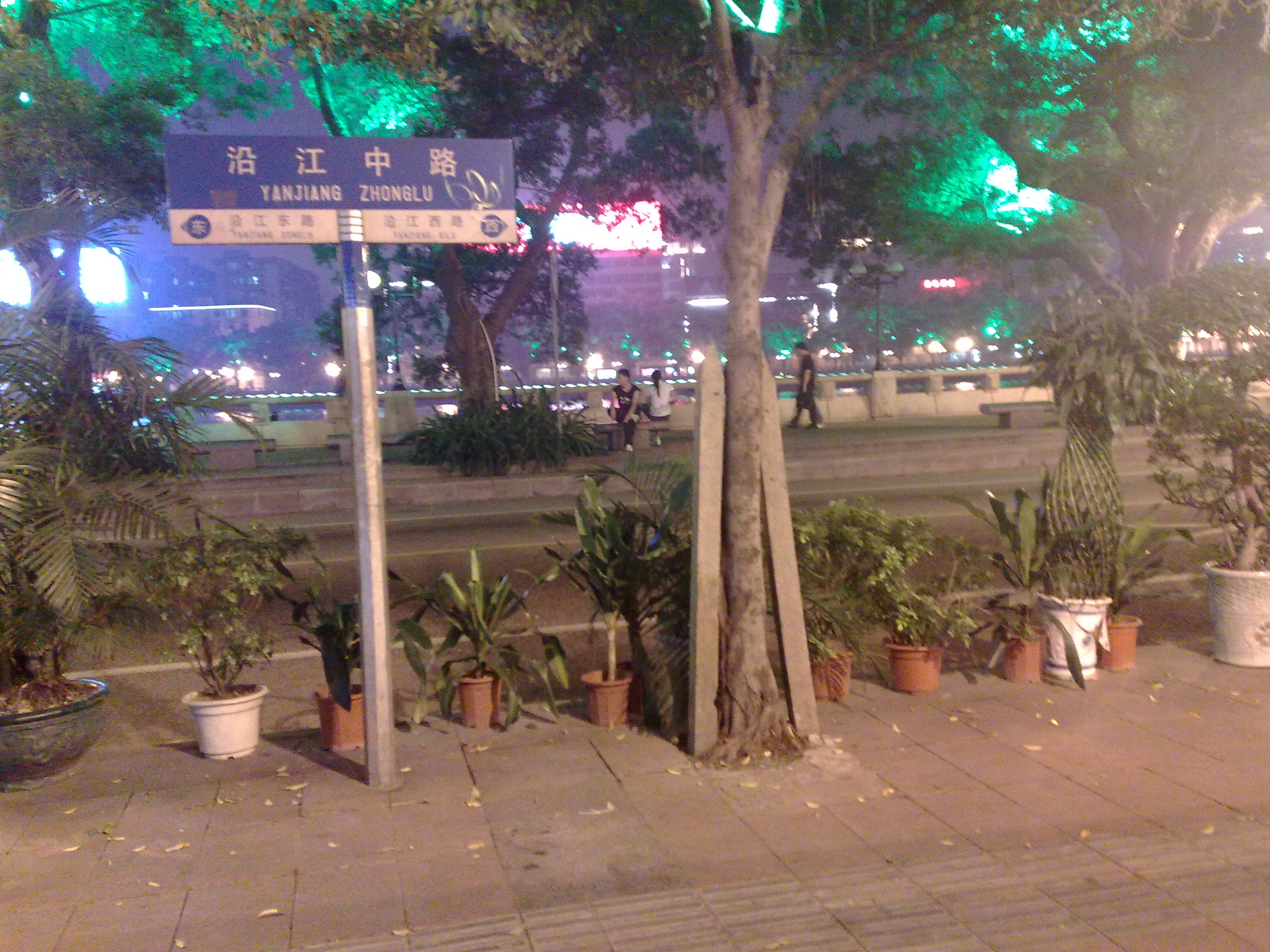
沿江中路路牌

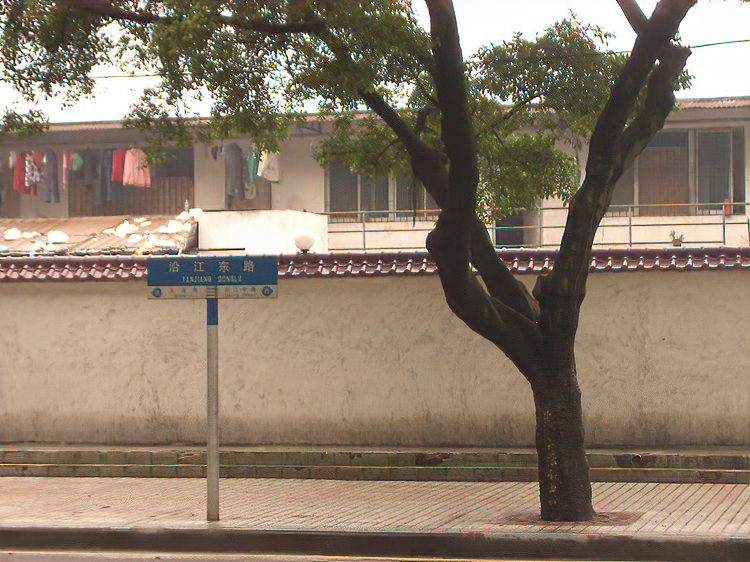
沿江东路路牌

- 东沙角路
- 挹翠路
- 东园路
- 德政南路

- 文德南路
- 北京路
- 回龙路
- 侨光路
- 解放南路、解放大桥（跨越）
- 侨光西路
- 长堤大马路
- 新堤一横路
- 新堤二横路
- 新堤三横路
- 长堤大马路
- 仁济路
- 人民南路
- 靖远路
- 德兴路
- 新基路
- 六二三路、白天鹅专用高架、人民桥（跨越）

## 两旁的主要建筑物/机构
- 江湾大酒店
- 黃埔軍校同學會舊址
- 天字码头
- 中国人民银行广州分行
- 中国工商银行广东省分行
- 海珠廣場
- 廣州少年兒童圖書館（廣州永安堂）
- 愛羣大酒店
- 中山大学孙逸仙纪念医院
- 大同酒家、廣州電影院
- 南方大廈
- 广州邮政博览馆
- 粤海关旧址、塔影楼
- 沙基惨案纪念碑

## 公共交通

### 地鐵
- 广州地铁2号线海珠廣場站
- 广州地铁6号线文化公園站、團一大廣場站、東湖站
- 广州地铁8号线文化公園站

均在鄰近沿江路位置設有出口。

### 巴士
- 海印桥总站
- 大沙头总站
- 文化公园总站

### 渡輪
- 西堤碼頭
- 省總碼頭
- 天字碼頭